# Liste von Kraftwerken in der Europäischen Union mit der höchsten Kohlenstoffdioxidemission
Die Liste enthält die 30 mit fossilen Brennstoffen betriebenen thermischen Kraftwerke in der Europäischen Union (EU) sowie im 2020 aus der EU ausgetretenen Vereinigten Königreich mit dem höchsten Ausstoß an Kohlenstoffdioxid. Bei den meisten Kraftwerken auf dieser Liste handelt es sich um Kohlekraftwerke (sowohl mit Braun- als auch Steinkohle als Brennstoff). Daneben ist in der Liste ein Kraftwerk vertreten, in dem Ölschiefer als Brennstoff dient.
Die Daten stammen aus einer im Juli 2014 veröffentlichten Studie, die die damals 30 emissionsstärksten Kraftwerke der Europäischen Union auflistete. Basis der Erhebung waren Daten aus dem europäischen Emissionshandel.
| Rang | Kraftwerk           | Land                   | Eigentümer        | Leistung in Megawatt | Brennstoff | CO2-Emissionen 2013 in Mio. t/a | CO2-Emissionen 2013 pro MW installierter Leistung in t/a | Ende der Verbrennung fossiler Brennstoffe                                 |
| ---- | ------------------- | ---------------------- | ----------------- | -------------------- | ---------- | ------------------------------- | -------------------------------------------------------- | ------------------------------------------------------------------------- |
| 1    | Belchatow           | Polen                  | PGE               | 5102                 | Braunkohle | 37,18                           | 7017                                                     |                                                                           |
| 2    | Neurath             | Deutschland            | RWE               | 4211                 | Braunkohle | 33,28                           | 7984                                                     | 31. März 2030 (geplant)                                                   |
| 3    | Niederaußem         | Deutschland            | RWE               | 3396                 | Braunkohle | 29,58                           | 8038                                                     | 31. März 2030 (geplant)                                                   |
| 4    | Jänschwalde         | Deutschland            | LEAG              | 2790                 | Braunkohle | 25,40                           | 9103                                                     | 31. Dezember 2028 (geplant)                                               |
| 5    | Boxberg             | Deutschland            | LEAG              | 2427                 | Braunkohle | 21,89                           | 9019                                                     | 31. Dezember 2038 (geplant)                                               |
| 6    | Drax                | Vereinigtes Königreich | Drax Power        | 3300                 | Steinkohle | 20,32                           | 6157                                                     | 5. März 2021 Kohleverbrennung                                             |
| 7    | Weisweiler          | Deutschland            | RWE               | 1798                 | Braunkohle | 18,66                           | 10378                                                    | 1. April 2029 (geplant) Kohleverbrennung                                  |
| 8    | Agios Dimitrios     | Griechenland           | DEI               | 1589                 | Braunkohle | 13,11                           | 8250                                                     | 2025 (geplant)                                                            |
| 9    | Brindisi Sud        | Italien                | Enel              | 2640                 | Steinkohle | 11,81                           | 4473                                                     | 2025 (geplant)                                                            |
| 10   | Lippendorf          | Deutschland            | LEAG/EnBW         | 1750                 | Braunkohle | 11,73                           | 6702                                                     | 31. Dezember 2035 (geplant)                                               |
| 11   | Eggborough          | Vereinigtes Königreich | Eggborough Power  | 2000                 | Steinkohle | 11,50                           | 5750                                                     | 23. März 2018                                                             |
| 12   | Schwarze Pumpe      | Deutschland            | LEAG              | 1500                 | Braunkohle | 11,28                           | 7520                                                     | 31. Dezember 2038 (geplant)                                               |
| 13   | Ratcliffe-on-Soar   | Vereinigtes Königreich | Uniper Kraftwerke | 2000                 | Steinkohle | 11,01                           | 5505                                                     | 30. September 2024                                                        |
| 14   | West Burton A       | Vereinigtes Königreich | EDF               | 2000                 | Steinkohle | 10,89                           | 5445                                                     | 31. März 2023                                                             |
| 15   | Eesti Elektrijaam   | Estland                | Eesti Energia     | 1610                 | Ölschiefer | 10,67                           | 6627                                                     |                                                                           |
| 16   | Kozienice           | Polen                  | Enea              | 2840                 | Steinkohle | 10,23                           | 3602                                                     |                                                                           |
| 17   | Scholven            | Deutschland            | Uniper Kraftwerke | 2056                 | Steinkohle | 10,22                           | 4970                                                     | März 2031                                                                 |
| 18   | Cottam              | Vereinigtes Königreich | EDF               | 2000                 | Steinkohle | 10,17                           | 5085                                                     | 30. September 2019                                                        |
| 19   | Turów               | Polen                  | PGE               | 1505                 | Braunkohle | 9,99                            | 6637                                                     |                                                                           |
| 20   | Torrevaldaliga Nord | Italien                | Enel              | 1980                 | Steinkohle | 9,73                            | 4914                                                     |                                                                           |
| 21   | Longannet           | Vereinigtes Königreich | Iberdrola         | 2400                 | Steinkohle | 9,51                            | 3962                                                     | 24. März 2016                                                             |
| 22   | Kardia              | Griechenland           | DEI               | 1200                 | Braunkohle | 8,91                            | 7425                                                     | 6. Mai 2021                                                               |
| 23   | Aberthaw            | Vereinigtes Königreich | RWE               | 1555                 | Steinkohle | 8,50                            | 5466                                                     | 31. März 2020                                                             |
| 24   | Fiddler’s Ferry     | Vereinigtes Königreich | SSE               | 2000                 | Steinkohle | 8,45                            | 4225                                                     | 31. März 2020                                                             |
| 25   | Rybnik              | Polen                  | EDF               | 1720                 | Steinkohle | 8,39                            | 4877                                                     |                                                                           |
| 26   | Ferrybridge „C“     | Vereinigtes Königreich | SSE               | 980                  | Steinkohle | 8,31                            | 8479                                                     | 31. März 2016                                                             |
| 27   | Sines               | Portugal               | EDP               | 1250                 | Steinkohle | 7,18                            | 5744                                                     | 14. Januar 2021                                                           |
| 28   | Aboño               | Spanien                | EDP               | 922                  | Steinkohle | 6,86                            | 7440                                                     | 2022 (geplant) Kohleverbrennung                                           |
| 29   | Mannheim            | Deutschland            | GKM               | 1520                 | Steinkohle | 6,75                            | 4440                                                     | 2033 (voraussichtlich)                                                    |
| 30   | Maasvlakte          | Niederlande            | Uniper Kraftwerke | 1080                 | Steinkohle | 6,68                            | 6185                                                     | Die Blöcke 1 und 2 (je 555 MW netto) wurden zum 1. Juli 2017 geschlossen. |